# Oberlandesgericht Frankfurt am Main
Das Oberlandesgericht Frankfurt am Main, abgekürzt OLG Frankfurt, ist das oberste Gericht der ordentlichen Gerichtsbarkeit im Bundesland Hessen.
Das Oberlandesgericht Frankfurt ist zugleich Mittelbehörde der Landesverwaltung und für mehr als 1200 Richter, über 3000 Beamte sowie rund 2800 Angestellte zuständig, die in der gesamten hessischen Justiz arbeiten.

## Gerichtssitz und -bezirk
Das Oberlandesgericht hat seinen Sitz in Frankfurt am Main. Außenstellen sind in Darmstadt und Kassel angesiedelt. Der Gerichtsbezirk umfasst das Bundesland Hessen.
Im Bezirk des Oberlandesgerichts sind 21.186 Rechtsanwälte und Syndikusrechtsanwälte zugelassen (Stand: 1. Januar 2023).

## Geschichte

### Bis 1879
Frankfurt am Main hat als Gerichtsstandort eine lange Tradition. Zur Zeit der ersten urkundlichen Erwähnung im Jahr 794 unterhielten die fränkischen Könige hier einen Hof („villa“) im Mittelpunkt eines Fiskalbezirks. Anfang des 9. Jahrhunderts entstand die Königspfalz Frankfurt („palatium“), die zeitweise den Hauptsitz des ostfränkischen Reiches bildete. Die Staufer ließen ab der Mitte des 12. Jahrhunderts den burgartigen Saalhof („des riches sal“) errichten, wo sie entweder selbst zu Gericht saßen oder die Rechtsprechung ihren Vögten („advocati“) überließen. Ab 1189 ist ein Reichsschultheiß („sculterus imperii“) nachgewiesen, dem der Vorsitz des königlichen Gerichts zukam und der seinen Amtssitz im Saalhof hatte. Von den umliegenden Gerichten wurde das Frankfurter Gericht häufig als Oberhof angerufen. Die älteste urkundlich belegte Entscheidung des Frankfurter Oberhofs stammt aus dem Jahr 1225.
Gegen Ende des Mittelalters ging die Bedeutung des Oberhofs zurück. Die einzelnen Landesherren übertrugen die Rechtsprechung den in ihren Territorien gelegenen Gerichten, so dass die Zuständigkeit der Frankfurter Gerichte sich auf das Gebiet der freien Reichsstadt beschränkte, als Messegerichtsstand aber überregionale Bedeutung behielt.
1509 erfasste der Stadtsyndicus Adam Schönwetter von Heimbach das Frankfurter Stadtrecht erstmals systematisch in der Frankfurter Reformation. Nach ihrer Erweiterung und Neufassung 1578 durch Johann Fichard blieb sie bis zum Ende des Heiligen Römischen Reiches 1806 gültig, teilweise als Partikularrecht noch bis 1900. Oberstes Gericht der Reichsstadt Frankfurt war das Schöffengericht aus Mitgliedern des Rates der Stadt. Die Freie Stadt Frankfurt erhielt 1816 mit ihrer Verfassung, der Konstitutionsergänzungsakte, auch eine neue Gerichtsordnung. Das Appellations- und Kriminalgericht mit seinen sechs Appellationsgerichtsräten wurde von der Schöffen- und der Senatorenbank im Senat der Freien Stadt Frankfurt gewählt. Oberstes Justizkollegium war das Oberappellationsgericht in Lübeck.
Auch nach der Annexion Frankfurts durch Preußen 1866 blieb die Gerichtsorganisation in Frankfurt zunächst im Wesentlichen erhalten. Lediglich anstelle des Oberappellationsgerichtes trat das Preußische Obertribunal als oberste Instanz.

### 1879 bis 1933
Nach der Reichsgründung wurde durch das Gerichtsverfassungsgesetz 1879 die Gerichtsorganisation im Deutschen Reich vereinheitlicht. Durch königlich preußisches Gesetz vom 4. März 1878 wurden die Appellationsgerichte zu Oberlandesgerichten; im heutigen Bezirk des OLG Frankfurt errichtete das Königreich Preußen das Oberlandesgericht Frankfurt und das Oberlandesgericht Kassel. Im Großherzogtum Hessen wurde mittels Verordnung vom 18. Mai 1879 das Oberlandesgericht Darmstadt errichtet.
Das Oberlandesgericht Frankfurt war für die Landgerichtsbezirke Frankfurt, Wiesbaden, Limburg, Hechingen und Neuwied mit insgesamt 52 Amtsgerichten zuständig. Untergebracht war es zunächst im Haus König von England in der Fahrgasse. 1889 siedelte es in den neu errichteten Justizpalast und 1917 in das Gerichtsgebäude B um.
Durch Staatsvertrag zwischen Württemberg und Preußen ging die Zuständigkeit für den Landgerichtsbezirk Hechingen im Jahr 1922 auf das Oberlandesgericht Stuttgart über. 1932/33 wurden die Amtsgerichtsbezirke Preußens neu gegliedert, dabei verlor das Oberlandesgericht Frankfurt am Main auch die Zuständigkeit für den Landgerichtsbezirk Neuwied.

### 1933 bis 1945
Mit der Machtergreifung der Nationalsozialisten 1933 wurde auch die Leitung des Gerichts auf Grund des Gesetzes zur Wiederherstellung des Berufsbeamtentums gleichgeschaltet und Personaländerungen angeordnet. Chefpräsident Bernhard Hempen wurde zwangsversetzt, das NSDAP-Mitglied Otto Stadelmann sein Nachfolger. Die nichtarischen Oberlandesgerichtsräte Wilhelm Alexander Dreyer (1882–1938) und Karl Weigert (1884–1942) wurden zum 31. Dezember 1935 in den Ruhestand versetzt.  Im gesamten Oberlandesgerichtsbezirk wurden weitere 34 Richter aus dem Dienst entfernt.
Am 31. März 1933 eröffnete Roland Freisler das im gleichen Gebäude angesiedelte Sondergericht Frankfurt am Main, das bis März 1945 fast 1.700 politische Verfahren gegen 2.204 Personen, so genannte „Volksschädlinge“ durchführte. Mehr als 250 zum Tod Verurteilte wurden zwischen 1934 und 1945 im Zuchthaus Preungesheim hingerichtet.
Mit dem Dritten Gesetz zur Überleitung der Rechtspflege auf das Reich vom 24. Januar 1935 wurde auch das Oberlandesgericht Frankfurt mit Wirkung vom 1. April 1935 dem Reichsministerium der Justiz übertragen, aus dem preußischen Oberlandesgericht wurde ein Reichsgericht und damit Zweig der weisungsabhängigen Reichsverwaltung. Mit der 5. Verordnung zum Reichsbürgergesetz 1938 verloren alle noch verbliebenen jüdischen Rechtsanwälte des Gerichtsbezirks ihre Zulassung, darunter zahlreiche namhafte Juristen.
Mit Beginn des Zweiten Weltkrieges 1939 wurde die Arbeit des Gerichts unter dem neuen Präsidenten Arthur Ungewitter, NSDAP-Mitglied wie Stadelmann, unverändert fortgesetzt. 1943 und 1944 gingen Teile des Gerichtsgebäudes bei den Luftangriffen auf Frankfurt am Main verloren, viele Prozessakten wurden vernichtet.

### Seit 1945
Am 29. März 1945 besetzten amerikanische Truppen Frankfurt. Die Gerichtstätigkeit in Hessen wurde mit dem Kontrollratsgesetz Nr. 2 durch die alliierte Militärregierung eingestellt, das Oberlandesgericht als Reichsgericht, wie auch alle anderen untergeordneten Gerichte der ordentlichen Gerichtsbarkeit, wurde am gleichen Tag geschlossen und aufgelöst. Im Laufe des Jahres 1945 und 1946 nahmen die die früheren Amts- und Landgerichte in Groß-Hessen die Arbeit auf. Das Oberlandesgericht wurde mit einem Festakt im Schwurgerichtssaal am 8. März 1946 eröffnet. Der amerikanische Militärgouverneur James R. Newman führte als erster Redner aus, dass man 90 % der Richter und 95 % der Staatsanwälte wegen ihrer Vergangenheit im NS-Regime habe disqualifizieren müssen. In der gleichen Veranstaltung wurde Senatspräsident Walter Moehrs als neuer Präsident in sein Amt eingeführt.
Doch erst mit einer Verordnung des Groß-Hessischen Staatsministeriums vom 23. Mai 1946  wurde das Oberlandesgericht Frankfurt am Main rechtlich abgesichert, das für das gesamte Gebiet Groß-Hessens und damit des späteren neuen Bundeslandes Hessen zuständig war; das umfasste die Landgerichtsbezirke Darmstadt, Frankfurt, Fulda, Gießen, Hanau, Kassel, Limburg, Marburg und Wiesbaden mit zusammen 58 Amtsgerichten. Das neue Oberlandesgericht wurde nicht Nachfolger des Vorgängergerichts, da das neu gebildete Groß-Hessen nicht in der Rechtsnachfolge des Deutschen Reiches stand und die Identität der Gerichte von der Gebietskörperschaft abhängt, der sie angehören.
An die Tradition der ehemals selbständigen Oberlandesgerichte Kassel und Oberlandesgericht Darmstadt erinnern die Außensenate, die in diesen Städten nach wie vor bestehen. Das Oberappellationsgericht Kassel als Vorgänger des Oberlandesgericht Kassel wurde durch den Kurhessischen Verfassungskonflikt 1850 bekannt, der zu einer Bundesintervention führte und das Bewusstsein für die richterliche Unabhängigkeit in Deutschland schärfte.
Hatte das Oberlandesgericht Frankfurt am Main bei seiner Gründung im Jahr 1946 vierzehn Richterstellen (zwei Zivilsenate, ein Strafsenat), so sind es derzeit 140 Richter in 50 Senaten, davon 20 Richterstellen in Darmstadt und 17 in Kassel. Insgesamt sind beim Oberlandesgericht heute rund 550 Bedienstete tätig. Gemessen an der Zahl der richterlichen Stellen ist es nach den Oberlandesgerichten Hamm, München und Düsseldorf das viertgrößte Oberlandesgericht in Deutschland und als Mittelbehörde zuständig für neun Landgerichte und 41 Amtsgerichte in Hessen.
Von 1998 bis 2006 hatte Brigitte Tilmann als erste Frau das Präsidentenamt am OLG Frankfurt inne. Der Frauenanteil in der Richterschaft beträgt 49 % (Stand 2021).

## Gerichtsgebäude

### König von England

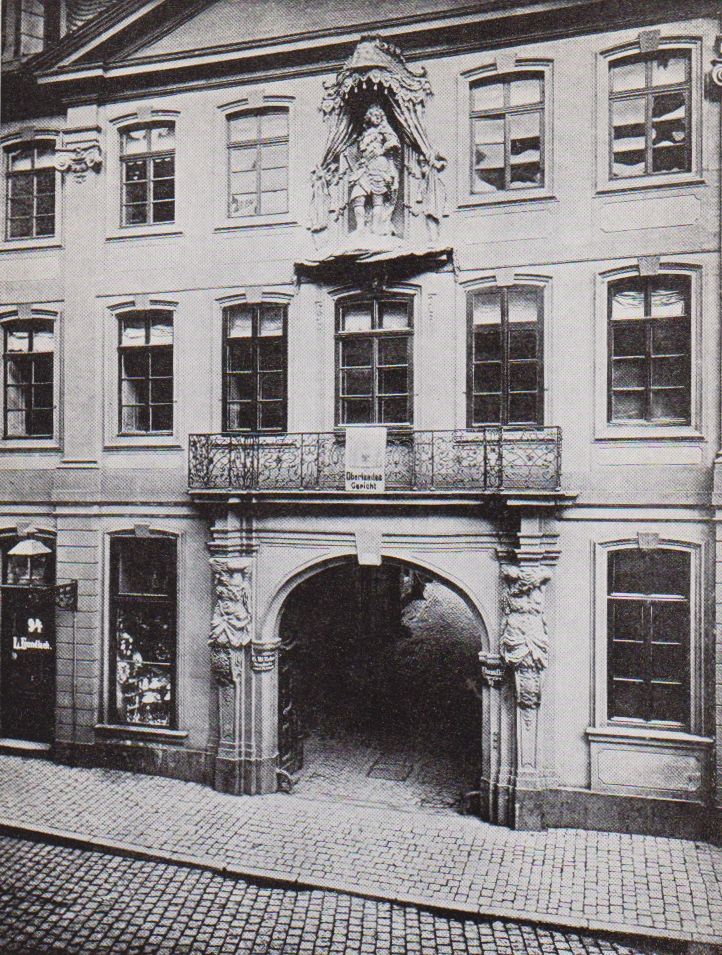
„König von England“, der erste Sitz des Oberlandesgerichts

Die Stadt Frankfurt hatte dem Land Preußen per Stadtverordnetenbeschluss vom 26. Mai 1877 zugesagt, für den Fall, dass Frankfurt Sitz des Oberlandesgerichts werden würde, die Kosten der provisorischen Unterkunft in den ersten fünf Jahren zu zahlen. Mit Schreiben vom 25. Juni 1877 benannte Appellationsgerichtshofspräsident Vierhaus im Auftrag der preußischen Regierung den Raumbedarf: zwei Sitzungssäle mit angeschlossenen Beratungszimmern, drei Präsidialzimmer, drei Zimmer für die Sekretäre, drei Kanzleizimmer sowie Zimmer für Registratur, Bibliothek, Anwaltszimmer, Staatsanwaltszimmer und Botenzimmer. Die Oberlandesgerichtsräte selbst arbeiteten zu Hause und benötigten keine Räume.
Die Stadt Frankfurt bot mit Schreiben vom 1. November 1878 als vorläufigen Sitz das Haus „König von England“ in der Fahrgasse 94 an. Das Gebäude sei repräsentativ genug, es habe bei Kaiserkrönungen auswärtigen Gesandten als Quartier gedient. Für 9930,04 Mark wurde das Haus umgebaut und am 15. September 1879 übergeben.
Nachdem das Oberlandesgericht am 1. Juli 1889 ausgezogen war, wurde das Haus im Januar 1891 abgebrochen.

### Der Justizpalast

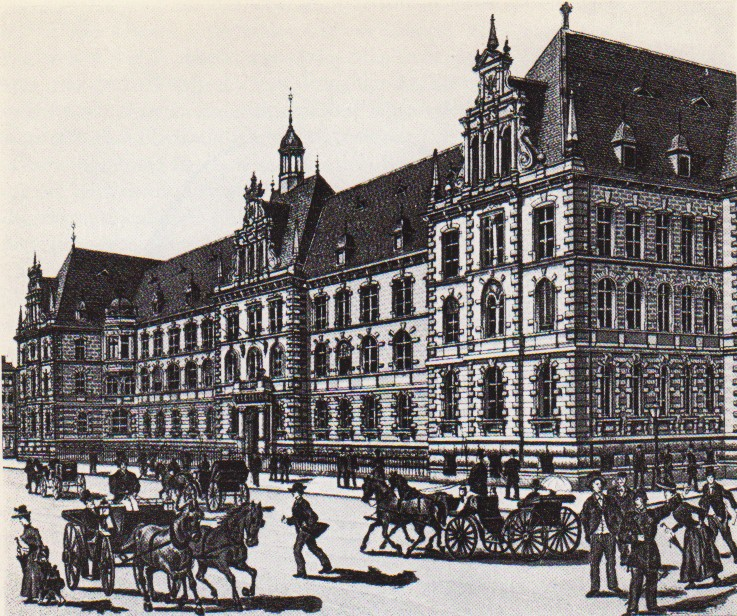
Justizpalast 1889

Der „König von England“ war von Anfang an als Provisorium gedacht gewesen. Stadt und Land führten in der Folgezeit langwierige Verhandlungen über eine endgültige Lösung. Die Verhandlungen waren schwierig, da sie neben den Gebäuden für die drei Frankfurter Gerichte auch ein neues Polizei- und ein neues Gerichtsgebäude umfassten. Am 26. Juni 1882 wurde ein Vertrag zwischen Land und Stadt geschlossen, der vorsah, dass auf dem Klapperfeld ein gemeinsames Gebäude für alle drei Gerichte gebaut werden sollte. Zuvor wurde die bisherige Zentralfeuerwehrstation, die sich dort befand, in die Karmeliter-Kaserne verlegt.
Unter Oberleitung von Baurat Wagner und dem für die Bauausführung zuständigen Regierungsbaurat Bohnstedt wurde für die reinen Baukosten von 1.720.000 Mark ein repräsentatives Gebäude erbaut, das im Volksmund schnell als Justizpalast bekannt wurde. 167 Räume auf drei Stockwerken und Lagerflächen im Keller standen zur Verfügung, von denen das Oberlandesgericht 24 nutzte. Die bebaute Grundfläche betrug 4213 m². Die Frontlängen betrugen in der Heiligkreuzgasse 90,02 Meter, in der Porzellanhofstraße 64,71 Meter, in der Gerichtsstraße 95,47 Meter und in der Klapperfeldstraße 50,26 Meter. Zur besseren Ausnutzung des Geländes wurde noch ein Verbindungsflügel errichtet, der den Innenhof in zwei Höfe teilt. Die Übergabe erfolgte am 16. Mai 1889.

### Gerichtsgebäude B

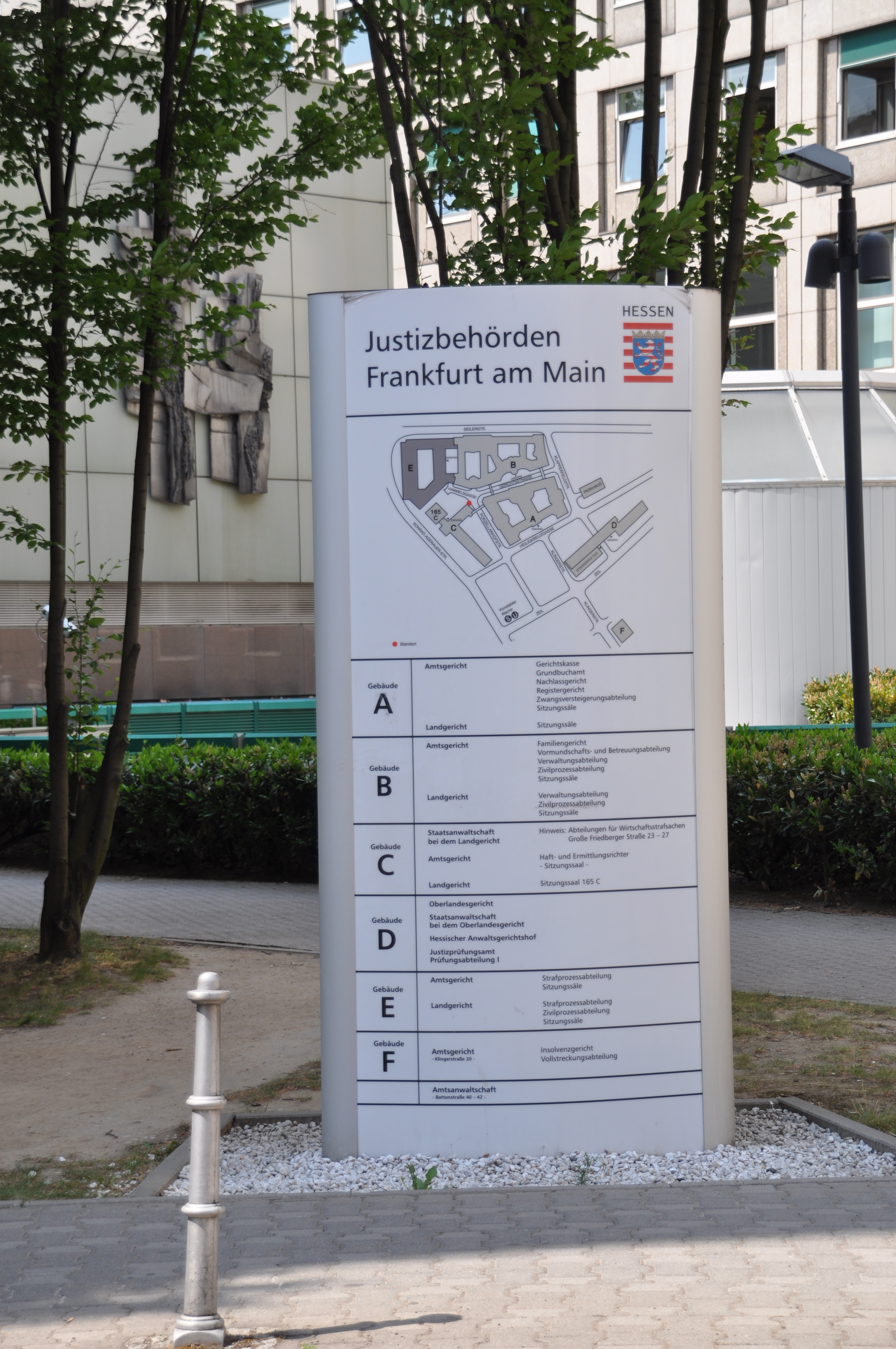
Lageplan Frankfurter Gerichte

Obwohl der Justizpalast gegenüber den bisherigen Gebäuden einen bedeutenden Zuwachs an Fläche bedeutet hatte, wurde er durch das Wachstum der Stadt und der Gerichte schnell zu klein. Die Staatsanwaltschaft des Landgerichtes wurde in die Räume der Klingerschule in der Seilergasse ausgelagert, Teile des Amtsgerichtes in das alte Polizeipräsidium auf der Zeil.
1913 wurde daher mit dem Bau eines zweiten Gerichtsgebäudes begonnen, in das das Oberlandesgericht nach Fertigstellung 1917 einzog. Das neue Gebäude, das Gerichtsgebäude B, wurde neben dem Altbau auf dem Gelände der Klingerschule errichtet und bot weitere 300 Amtszimmer.
Im Zweiten Weltkrieg wurden die Gerichtsgebäude schwer beschädigt. In den Jahren 1953/54 wurden die Schäden am Gebäude B im Wesentlichen beseitigt.

### Das heutige Gebäude auf der Zeil

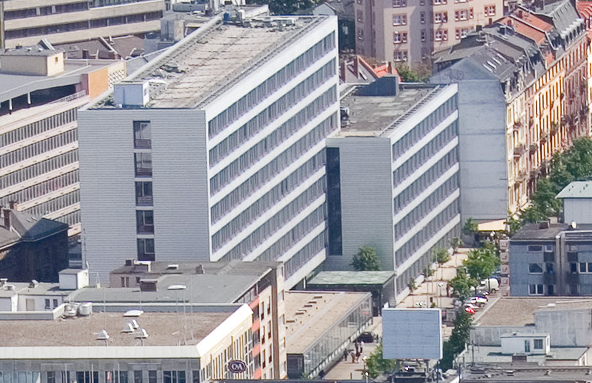
Seit 1971 ist dieser Bürokomplex Sitz des Oberlandesgerichts Frankfurt am Main

Auch nach 1945 wuchs der Raumbedarf der Gerichte deutlich. Mehrere Anläufe, das Oberlandesgericht zu verlagern, scheiterten (gedacht war an ein Justizzentrum an der Adickesallee, an einen Neubau am Schaumainkai, an ein 37-stöckiges Hochhaus, wo heute Gebäude C steht, und an einen Neubau Vilbeler Straße / Alte Gasse).
Die Hertie Waren- und Kaufhaus GmbH verlegte 1959 ihren Sitz nach Frankfurt und erwarb hierzu die Grundstücke Zeil 32 bis 42. Zeil 42 war ursprünglich das Polizeipräsidium gewesen, später durch die Justizverwaltung genutzt. Im Zweiten Weltkrieg wurde das Gebäude völlig zerstört. November 1959 bis April 1961 erbaute Hertie dort seine Zentrale, die aber bereits 1967 zu klein wurde. Hertie verlegte die Zentrale nach Niederrad, und das Land Hessen erwarb das Gebäude Zeil 42 mit 4.474 m² für 29 Millionen DM und baute es bis Sommer 1971 in ein Gerichtsgebäude (Gebäude D) um.
Während des Umbaus von 1999 bis 2002 war das Gericht in die ehemalige Hauptverwaltung der Bundesbahn in der Friedrich-Ebert-Anlage ausgelagert. Der Rückumzug erfolgte Anfang Juni 2002.
Seit 2023 ist wegen Umbauarbeiten in der Heiligkreuzgasse ein Teil der Verwaltung in ein Bürogebäude in der Hahnstraße in Niederrad ausgelagert.

### Außenstelle Sossenheim (provisorisches Prozessgebäude)

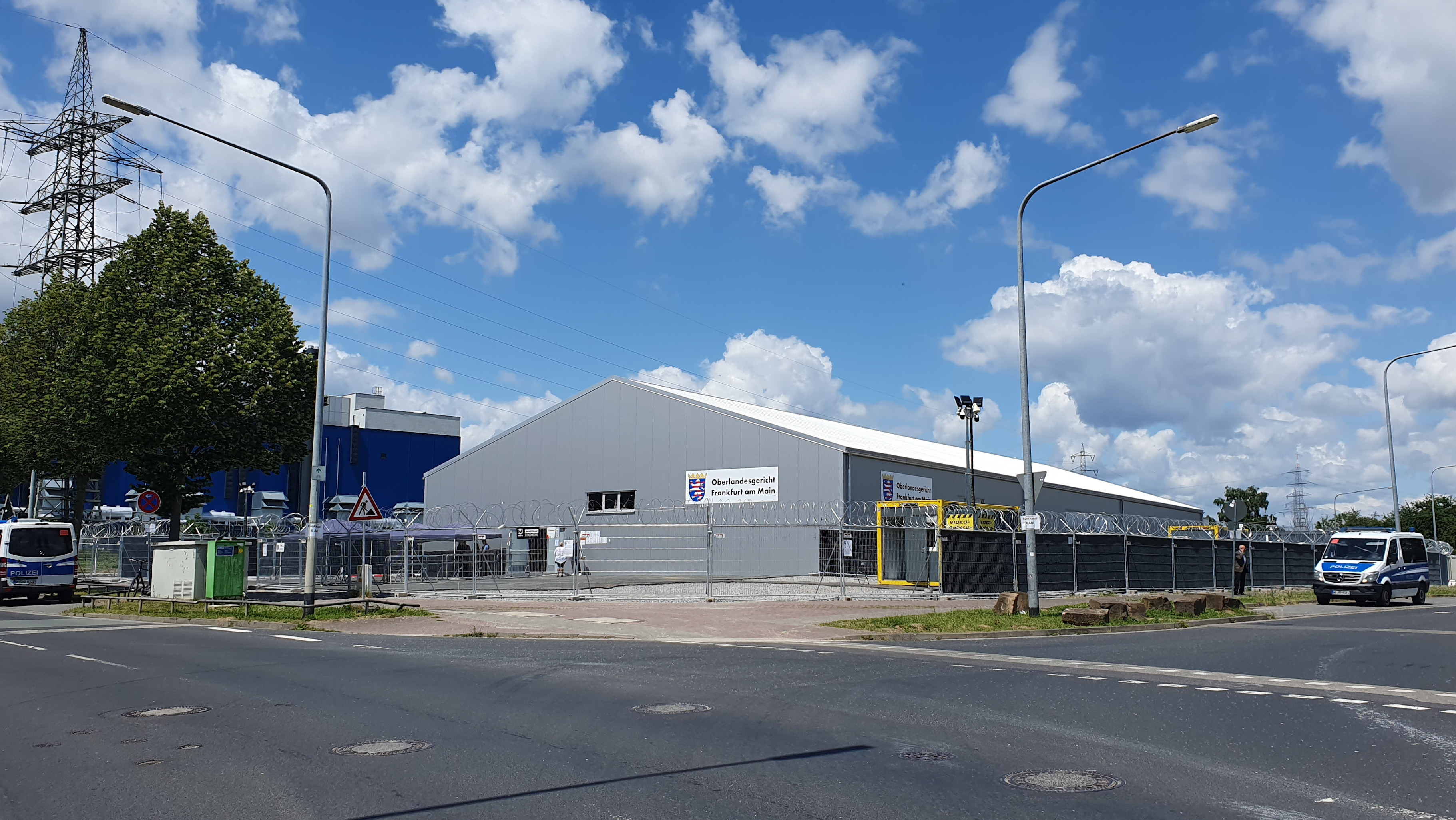
Außenstelle Sossenheim

Eigens für die am 21. Mai 2024 begonnene Hauptverhandlung gegen neun mutmaßlich führende Mitglieder der Patriotischen Union (unter anderem Heinrich XIII. Prinz Reuß) vor dem 8. Strafsenat (Staatsschutzsenat) wurde in Frankfurt-Sossenheim ein Prozessgebäude als Metallleichtbauhalle errichtet.

## Senate
Beim OLG Frankfurt am Main bestehen aktuell folgende Senate:
- 30 Zivilsenate, alle mit Spezialzuständigkeiten (5 davon in Darmstadt, 3 in Kassel)
- 8 Familiensenate (1 davon in Darmstadt, 2 in Kassel)
- 8 Strafsenate (4 davon zugleich Bußgeldsenate)
- 1 Senat für Baulandsachen
- 2 Kartellsenate
- 1 Vergabesenat
- 1 Wertpapiererwerbs- und Übernahmesenat
- 2 Senate für Notarsachen
- 1 Senat für Steuerberater- und Steuerbevollmächtigtensachen
- 1 Fideikommisssenat (in Kassel)

Außerdem ist beim OLG Frankfurt am Main der Hessische Dienstgerichtshof für Richter und der selbstständige Anwaltsgerichtshof errichtet.

### Zweigstelle in Darmstadt
In Darmstadt befinden sich die auswärtigen Zivilsenate und der Familiensenat im 2009 errichteten Gebäude am Mathildenplatz 14. Dieses Gebäude nutzt die Justiz zusammen mit dem 1. Polizeirevier.
Der Darmstädter Senat erhielt zunächst 1946 Räume im Gebäude des Amtsgerichts Darmstadt am Mathildenplatz 12. Im Oktober 1952 zog der Senat in das Landgerichtsgebäude Mathildenplatz 13 um, das im Krieg stark zerstört und wiederhergestellt worden war. Im Februar 1964 zog der Senat erneut um, diesmal in das Gebäude Mathildenplatz 14. Im August 1964 wurde ein zweiter Darmstädter Senat eingerichtet. Um den zusätzlichen Platz zu schaffen, zog die Staatsanwaltschaft im Juli 1973 in das Haus Schottener Weg 3 und der zweite Senat nutzte die ehemaligen Räume der Staatsanwaltschaft.

### Zweigstelle in Kassel
In Kassel befinden sich die auswärtigen Zivil- und Familiensenate im Gebäude Frankfurter Straße 7.
Nach dem Krieg waren die Kasseler Senate zunächst 1946 im Luisenhaus in der Druseltalstraße 1, bisher einem Mädcheninternat der Matthilde-Zimmer-Stiftung, untergebracht. Frühjahr 1947 zogen die Senate in das Haus Riede in der Kuhbergstraße um. Mai 1950 übernahm man vom Landgericht Kassel die frühere Dienstvilla des Chefpräsidenten des Oberlandesgerichtes Kassel in der Goethestraße 46. Nachdem für das Landgericht Kassel in der Frankfurter Straße 11 ein neues Gebäude errichtet worden war, wurden auch die Senate des Oberlandesgerichts am 22. November 1963 dorthin verlegt.

## Über- und nachgeordnete Gerichte
Dem Oberlandesgericht Frankfurt ist einzig der Bundesgerichtshof in Karlsruhe übergeordnet. Nachgeordnet sind die hessischen Landgerichte in Darmstadt, Frankfurt, Fulda, Gießen, Hanau, Kassel, Limburg, Marburg und Wiesbaden sowie die diesen Gerichten nachgeordneten Amtsgerichte.

## Leitung
- 1879–1890: Georg Albrecht
- 1890–1910: Carl Hagens
- 1910–1917: Peter Spahn
- 1917–1919: Hermann Schwartz
- 1919–1930: Ernst Dronke
- 1930–1933: Bernhard Hempen
- 1933–1939: Otto Stadelmann
- 1939–1945: Arthur Ungewitter
- 1946–1948: Walter Moehrs
- 1950–1951: Philipp Daltrop
- 1951–1969: Curt Staff
- 1970–1980: Otto Rudolf Kissel

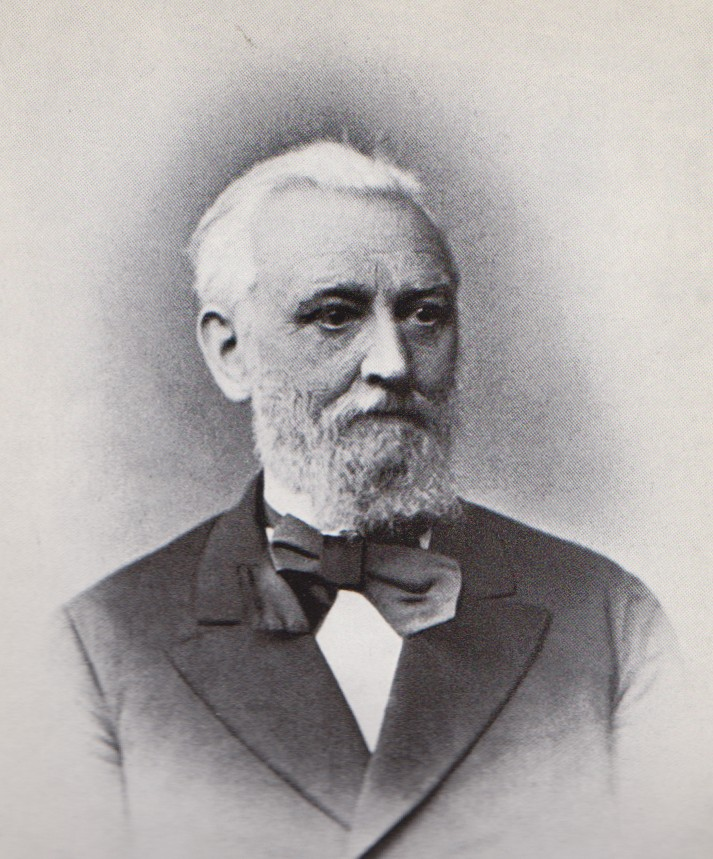
Georg Albrecht, erster Präsident des Oberlandesgerichts

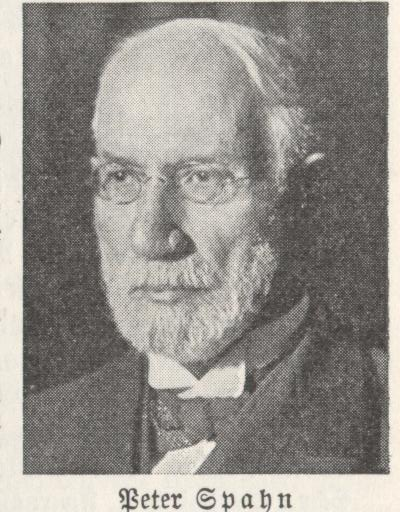
Peter Spahn, Präsident des Oberlandesgerichts 1910–1917

- 1981–1987: Friedrich-Carl zur Megede
- 1987–1997: Horst Henrichs
- 1998–2006: Brigitte Tilmann
- 2006–2012: Thomas Aumüller
- 2012–2022: Roman Poseck
- seit 2023: Alexander Seitz